# Irena Szumiel
Irena Izabela Szumiel (* 10. Februar 1936 in Warschau, Polen; † 4. März 2023) war eine polnische Strahlenbiologin und  Hochschullehrerin. Sie war eine vielfach ausgezeichnete, international anerkannte Persönlichkeit auf dem Gebiet der Strahlenforschung. Als Autorin oder Mitautorin war sie an mehr als 140 wissenschaftlichen Publikationen beteiligt.

## Leben
Irena Szumiel wurde 1936 in Warschau als Tochter von Wacław und Janina (Porzezinska) Szumiel geboren. Ihre Kindheit und Jugend waren vom Zweiten Weltkrieg überschattet. 
Ihr Studium der Biochemie an der Universität Warschau schloss sie 1960 mit einem Master of Science ab und wurde dort 1965 promoviert (Ph.D.) Von 1960 bis 1968 arbeitete sie in der Abteilung für Biochemie der Universität Warschau und wurde später wissenschaftliche Mitarbeiterin an deren Institut für Kernforschung. Im Jahr 1978 erwarb sie als Postdoktorandin einen weiteren Doktorgrad in Zellbiologie (D.Sc.). 
1982 gründete Szumiel das Institut für Kernchemie und -technologie (polnisch Instytut Chemii i Techniki Jądrowej), das als eines von drei eigenständigen Instituten aus dem bisherigen Institut für Kernforschung der Universität Warschau hervorging, und leitete von 1990 bis zu ihrer Emeritierung im Jahr 2007 dessen Abteilung für Strahlenbiologie und Gesundheitsvorsorge. Gleichzeitig war sie ab 1990 als Professorin für Naturwissenschaften an der Universität Warschau tätig.
Szumiel war Mitglied der Redaktionsräte verschiedener wissenschaftlicher Zeitschriften, darunter „Postępy Biochemii“, „Nukleonika“, „International Journal of Radiation Biology“ und „Radiation Research“. Sie war Vorsitzende der Kommission für Strahlenschutz und Radiobiologie, die im Rahmen des Ausschusses für medizinische Physik der Polnischen Akademie der Wissenschaften tätig ist. In ihrer wissenschaftlichen Arbeit beschäftigte sie sich unter anderem mit Forschungsarbeiten auf dem Gebiet der zellulären Radiobiologie.
Auf nationaler und internationaler Ebene erhielt Szumiel zahlreiche Auszeichnungen und Ehrungen. In Deutschland wurde sie 2001 von der Hanns-Langendorff-Stiftung und der Deutschen Gesellschaft für Medizinischen Strahlenschutz mit der Hanns-Langendorff-Medaille geehrt. Die Laudatio hielt ihr deutscher Kollege Christian Streffer.
Sie war Mitglied der New York Academy of Sciences, der Polish Bio-chemical Society (polnisch Polskie Towarzystwo Biochemiczne), der European Society of Radiation Biology, der European Society for Therapeutic Radiology and Oncology (ESTRO) sowie der European Radiation Research Society (ERRS), deren Rat sie von 1985 bis 1992 angehörte.
Szumiel starb am 4. März 2023 im Alter von 87 Jahren.

## Auszeichnungen und Ehrungen (Auswahl)
- 1998: Maria-Skłodowska-Curie-Medaille der Polnischen Strahlenforschungsgesellschaft (PRRS)[4]
- 2001: Hanns-Langendorff-Medaille
- 2005: Ritterkreuz des Ordens Polonia Restituta[5]
- 2007: Bacq & Alexander Award der European Radiation Research Society (ERRS) (2006)[6]
- 2011: Offizierskreuz des Ordens Polonia Restituta

## Veröffentlichungen
- Publikationen von Irena Szumiel bei ResearchGate